# Wahlen zum Repräsentantenhaus der Vereinigten Staaten 1940
Bei den Wahlen zum Repräsentantenhaus der Vereinigten Staaten 1940 wurden am 5. November 1940 die Abgeordneten des Repräsentantenhauses gewählt. Im Bundesstaat Maine fanden die Wahlen bereits am 9. September statt. Die Wahlen waren Teil der allgemeinen Wahlen zum 77. Kongress der Vereinigten Staaten in jenem Jahr, bei denen auch ein Drittel der US-Senatoren gewählt wurden. Gleichzeitig fand auch die Präsidentschaftswahl des Jahres 1940 statt, die der demokratische Amtsinhaber Franklin D. Roosevelt zum dritten Mal in Folge gewann.
Zum Zeitpunkt der Wahlen bestanden die Vereinigten Staaten aus 48 Bundesstaaten. Die Zahl der zu wählenden Abgeordneten war 435. Die Sitzverteilung basierte auf der Volkszählung von 1930.
Die Wahl ergab nur kleinere Verschiebungen im Vergleich zum Ergebnis der Wahlen zwei Jahre zuvor. Die Demokraten gewannen 5 Sitze hinzu und konnten mit 267 Mandaten ihre absolute Mehrheit leicht ausbauen. Die Republikaner verloren 7 Sitze und stellten nun 162 Kongressabgeordnete. Die leichte Verschiebung zu Gunsten der Demokraten ist auf die Überwindung der leichten Wirtschaftskrise der Jahre 1937/38 zurückzuführen.
Vor allem in den Südstaaten knüpften Gesetze das Wahlrecht an ein bestimmtes Mindest-Steueraufkommen. Dadurch wurden ärmere Weiße, vor allem aber viele Afro-Amerikaner vom Wahlrecht ausgeschlossen. Diese Einschränkungen galten bis zur Verabschiedung des 24. Zusatzartikel zur Verfassung der Vereinigten Staaten im Jahr 1964.

## Wahlergebnis
- Demokratische Partei 267 (262) Sitze
- Republikanische Partei 162 (169) Sitze
- Farmer Labor Party: 1  (1) Sitze
- Wisconsin Progressive Party: 3 (2)
- Sonstige: 2 (1)

Gesamt: 435 (435)
In Klammern sind die Ergebnisse der letzten Wahl zwei Jahre zuvor. Veränderungen im Verlauf der Legislaturperiode, die nicht die Wahlen an sich betreffen, sind bei diesen Zahlen nicht berücksichtigt, werden aber im Artikel über den 77. Kongress im Abschnitt über die Mitglieder des Repräsentantenhauses bei den entsprechenden Namen der Abgeordneten vermerkt. Das Gleiche gilt für Wahlen in Staaten, die erst nach dem Beginn der Legislaturperiode der Union beitraten. Daher kommt es in den Quellen gelegentlich zu unterschiedlichen Angaben, da manchmal Veränderungen während der Legislaturperiode in die Zahlen eingearbeitet wurden und manchmal nicht.

## Weblink
- Party Divisions